# Vine Street (Londyn)
Vine Street – ulica w centralnym Londynie, na terenie gminy City of Westminster, w obrębie West Endu, nieopodal Piccadilly Circus. Niewielki zaułek, o długości około 40 m, przy którym mieścił się niegdyś jeden z głównych komisariatów stołecznej policji (Metropolitan Police), noszący nazwę tej ulicy. Obecnie ulicę otaczają zwrócone tyłem do niej budynki biurowo-handlowe położone wzdłuż sąsiednich ulic Piccadilly oraz Regent Street.

## Historia

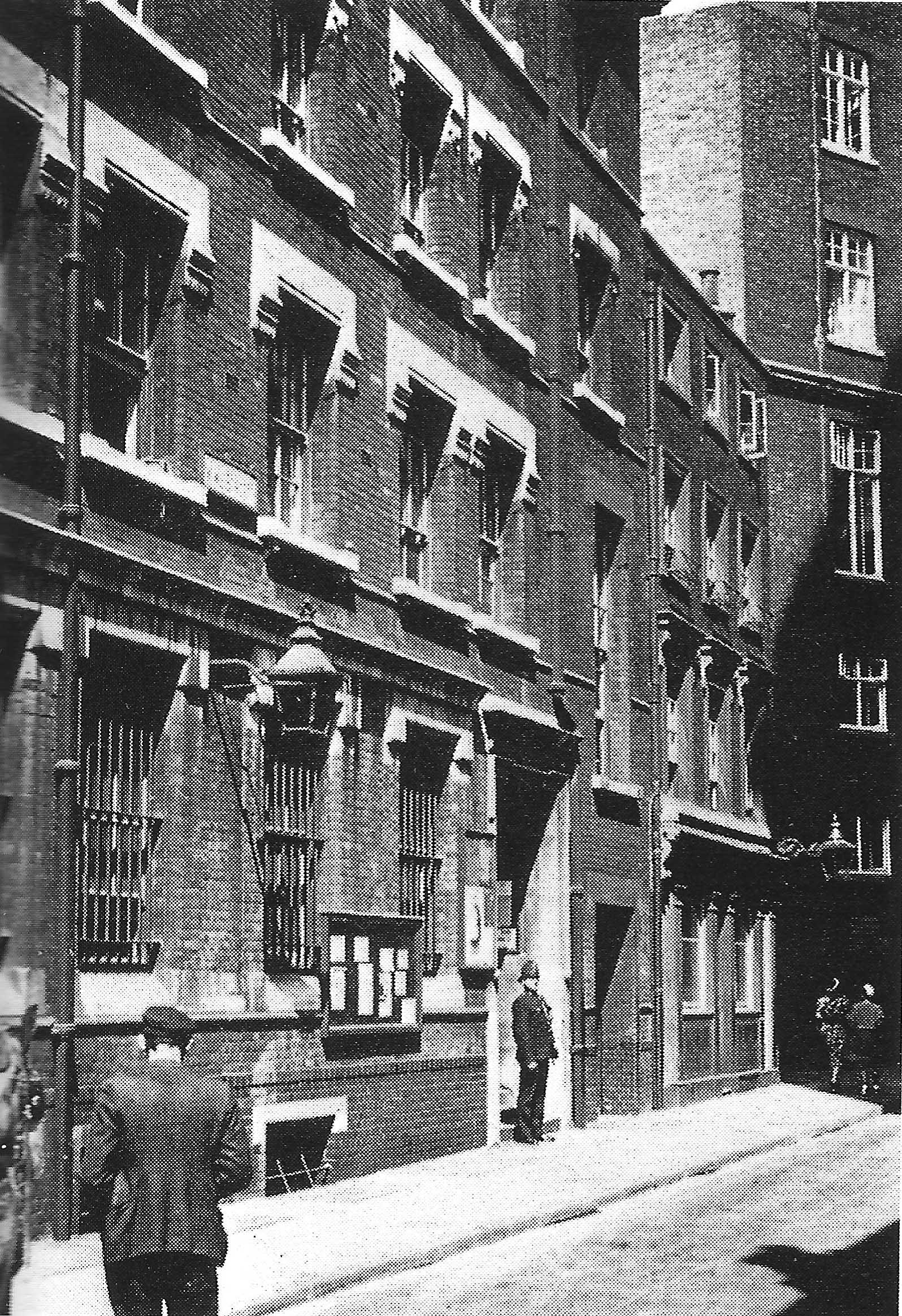
Komisariat policji przy Vine Street, 1935 r.

Nazwę Vine Street nosiła pierwotnie ulica biegnąca wzdłuż osi północ–południe, stanowiąca przedłużenie Warwick Street w stronę Piccadilly, rozplanowana prawdopodobnie w latach 1686–1689. Na południu łączyła się z obecną ulicą, wówczas nazywaną Little Vine Street. W latach 1741/1742–1769 przy ulicy mieszkał flamandzki rzeźbiarz Peter Scheemakers. Nazwa obu ulic pochodziła najprawdopodobniej od pubu o nazwie Vine („winorośl”).
W wyniku budowy Regent Street w latach 1816–1819, Vine Street została rozcięta na dwie części – północny odcinek, nazwany Great Vine Street, zlikwidowano po 1920 roku; pozostałością po odcinku południowym jest wąska uliczka dla pieszych o nazwie Man in Moon Passage.
Od XVII wieku przy (Little) Vine Street mieścił się areszt. W 1829 lub 1833 roku, wkrótce po sformowaniu Metropolitan Police, jego miejsce zajął komisariat policji, jeden z pierwszych w Londynie. Obszarem podlegającym komisariatowi był londyński West End, tłumnie uczęszczany ośrodek rozrywki, jeden z najintensywniej patrolowanych przez policję. Do najczęściej zwalczanych przestępstw należały kradzież kieszonkowa, przypadki nieporządku publicznego i prostytucji ulicznej, z której do połowy XX wieku słynęła ulica Piccadilly. Nazwa „Vine Street” była niegdyś szeroko kojarzona z policją, a komisariat przy tej ulicy należał do najbardziej znanych w brytyjskiej stolicy, na równi z tymi przy Bow Street oraz Great Marlborough Street. Rozpoznawalnością nazwy te ustępowały jedynie Scotland Yardowi, siedzibie naczelnej komendy policji.
W 1940 roku komisariat przeniesiono z Vine Street do nowo wybudowanego biurowca przy Savile Row. Dawny budynek komisariatu zajął, podlegający policji, urząd rejestracji cudzoziemców (Aliens Registration Office). Nazwę ulicy wkrótce zmieniono na Piccadilly Place. W 1971 roku dawny komisariat reaktywowano w związku z niewystarczającymi warunkami lokalowymi w nowej siedzibie, wynikającymi z rozrostu sił policyjnych. W celu zachowania dawnej nazwy komisariatu, na wniosek kierownika policji ulicy przywrócono nazwę Vine Street. Funkcjonował on do 1997 roku; budynek wyburzono i zastąpiono nową zabudową biurową.

## W kulturze
P.G. Wodehouse w swojej twórczości kilkukrotnie wzmiankował osoby odprowadzane na komisariat przy Vine Street. W piosence The Old Main Drag zespołu The Pogues (1985) autor Shane MacGowan wspomina o brutalności policji, której doświadczył przebywając w tamtejszym areszcie.
Vine Street pojawia się na standardowej, brytyjskiej wersji planszy do gry Monopoly, zaprojektowanej w 1936 roku, w tej samej (pomarańczowej) grupie co dwie inne ulice kojarzone wówczas z policją – Bow Street oraz (Great) Marlborough Street. Dla współczesnych graczy nazwa „Vine Street” jest najsłabiej rozpoznawalną spośród tych uwzględnionych w tej grze.